# Elecciones parlamentarias de Polonia de 2007
El 21 de octubre de 2007 se celebraron elecciones parlamentarias anticipadas para elegir a los representantes de las dos cámaras del parlamento de Polonia, Sejm y Senat respectivamente. Esto ocurrió después de que el Sejm aprobara su propia disolución el 7 de septiembre de 2007. Las elecciones tuvieron lugar dos años antes del plazo máximo de 4 años de cada legislatura polaca, habiendo tenido lugar las elecciones previas en septiembre de 2005. Todos los partidos votaron a favor de la disolución salvo la Liga de las Familias Polacas y Autodefensa de la República de Polonia, miembros de la coalición gobernante hasta aquel momento.

## Participación
- Votantes censados: 30.615.471
- Participación: 16.477.734 (53,88 %)
- Votos inválidos: 335.532
- Votos válidos: 16.142.202

## Resultados Sejm
| ← Elecciones generales de Polonia, 21 de octubre de 2007 →    |            |       |         |      |
| Partido                                                       | Votos      | %     | Escaños | Dif. |
| Plataforma Cívica (Platforma Obywatelska, PO)                 | 6.701.010  | 41,51 | 209     | +76  |
| Ley y Justicia (Prawo i Sprawiedliwość, PiS)                  | 5.183.477  | 32,11 | 166     | +11  |
| Izquierda y Demócratas (Lewica i Demokraci, LiD)              | 2.122.981  | 13,15 | 53      | -2   |
| Partido Popular Polaco (Polskie Stronnictwo Ludowe, PSL)      | 1.437.638  | 8,91  | 31      | +6   |
| Autodefensa de la República de Polonia (Samoobrona RP, SoRP)  | 247.335    | 1,53  | -       | -56  |
| Liga de las Familias Polacas (Liga Polskich Rodzin, LPR)      | 209.171    | 1,30  | -       | -34  |
| Partido Laborista Polaco (Polska Partia Pracy, PPP)           | 160.476    | 0,99  | -       | =    |
| Partido de las mujeres (Partia Kobiet, PK) - 7 distritos      | 45.121     | 0,28  | -       | =    |
| Minoría Alemana (Mniejszość Niemiecka, MN) - 1 distrito       | 32.462     | 0,20  | 1       | -1   |
| Autodefensa Patriótica (Samoobrona Patriotyczna) - 1 distrito | 2.531      | 0,02  | -       | =    |
| Independientes (Niezależni)                                   | n/a        | n/a   | n/a     | n/a  |
| Total                                                         | 16.142.202 | 100,0 | 460     | n/a  |

## Resultados Senat
| ← Elecciones generales de Polonia, 21 de octubre de 2007 →    |         |      |
| Partido                                                       | Escaños | Dif. |
| Plataforma Cívica (Platforma Obywatelska, PO)                 | 60      | +26  |
| Ley y Justicia (Prawo i Sprawiedliwość, PiS)                  | 39      | -10  |
| Izquierda y Demócratas (Lewica i Demokraci, LiD)              | -       | =    |
| Partido Popular Polaco (Polskie Stronnictwo Ludowe, PSL)      | -       | -2   |
| Autodefensa de la República de Polonia (Samoobrona RP, SoRP)  | -       | -3   |
| Liga de las Familias Polacas (Liga Polskich Rodzin, LPR)      | -       | -7   |
| Partido Laborista Polaco (Polska Partia Pracy, PPP)           | -       | =    |
| Partido de las mujeres (Partia Kobiet, PK) - 7 distritos      | -       | =    |
| Minoría Alemana (Mniejszość Niemiecka, MN) - 1 distrito       | -       | =    |
| Autodefensa Patriótica (Samoobrona Patriotyczna) - 1 distrito | -       | =    |
| Independientes (Niezależni)                                   | 1       | -4   |
| Total                                                         | 100     |      |

## Tras las elecciones
El primer ministro y líder el PiS, Jarosław Kaczyński dejará la jefatura de Gobierno después de la primera reunión del nuevo Sejm, el 5 de noviembre. Se espera que Donald Tusk se convierta en el nuevo primer ministro de Polonia. La Plataforma Cívica formará seguramente coalición con el Partido Popular Polaco para tener mayoría en el parlamento.